# 川七纺蛛
川七纺蛛（学名：Heptathela bristowei）为节板蛛科七纺蛛属的动物。在中国大陆，分布于四川、浙江、湖南等地，生活习性为穴居。该物种的模式产地在四川。